# Alargamento Doppler
Em física atômica, o alargamento Doppler consiste no aumento da largura das raias espectrais associado à velocidade dos átomos ou moléculas de uma amostra. No referencial das partículas em movimento, a frequência da fonte é diferente da frequência medida no referencial do laboratório devido ao efeito Doppler. Assim, as raias espectrais são alargadas, sendo os respectivos perfis associados diretamente à distribuição de velocidades. 
Um exemplo particular é o alargamento Doppler associado ao movimento térmico das partículas. Nesse caso, o perfil da raia espectral pode ser deduzido a partir da distribuição de Maxwell-Boltzmann, que corresponde a gaussianas cujas larguras dependem da temperatura da amostra.

## Engenharia nuclear
O alargamento Doppler também pode ser verificado na física de reatores nucleares. Em reatores térmicos, nêutrons precisam perder energia pelo processo denominado termalização para que a fissão possa ocorrer. Durante este processo, nêutrons podem ser perdidos através das regiões de ressonância. Essas regiões de ressonância, por sua vez, podem ser alargadas justamente pelo processo de alargamento Doppler, contribuindo assim para uma maior perda neutrônica.